# Skinny Bones

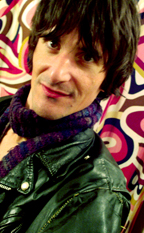
Skinny Bones

Skinny Bones (nascido Garrett Uhlenbrock em 21 de agosto de 1964) é um músico de punk rock e compositor, mais conhecido por compor algumas músicas para a banda nova-iorquina Ramones, junto com alguns dos outros de seus integrantes. O produtor musical Bill Laswell apresentou Skinny Bones para Dee Dee em 1989. Em 1990, Skinny Bones e Dee Dee Ramone escreveram juntos a primeira versão de "Poison Heart", música que, mais tarde, foi gravada pelos Ramones no álbum Mondo Bizarro, de 1992. Mais tarde, Skinny Bones e Marky Ramone escreveram juntos as músicas "The Job That Ate MyBrain" e "Anxiety" (ambas também se encontram no álbum "Mondo Bizarro"). Então em 1995, Skinny Bones e Marky Ramone escreveram a música "Have A Nice Day", música que, em 1995, entrou para o último álbum dos Ramones, intitulado "Adios Amigos". As músicas que Marky escreveu com Skinny Bones são as faixas mais curtas de ambos os álbuns, "Mondo Bizarro" e "Adios Amigos". Em 1996, Skinny Bones tocou guitarra no álbum "About to Choke" de Vic Chesnutt. No ano de 1998, ele tocou uma slide guitar no álbum "Deserter's Songs" de Mercury Rev.
Marky Ramone mantém uma boa amizade com Skinny até hoje, e sempre o cita em suas entrevistas.